# Triforis blacki
Triforis blacki är en snäckart som beskrevs av B.A. Marshall 1977. Triforis blacki ingår i släktet Triforis och familjen Triforidae. Inga underarter finns listade i Catalogue of Life.